# 东山镇 (麒麟区)
东山镇，是中华人民共和国云南省曲靖市麒麟区下辖的一个镇。

## 行政区划
东山镇下辖以下地区：
高家村、恩洪村、新村、独木村、卡基村、法色村、撒马依村、转长河村、石头寨村、撒基格村、拖古村、克依黑村、水井村和卑舍村。